# Ursula Burns
Ursula M. Burns (Nueva York, 20 de septiembre de 1958) es presidenta y CEO de VEON. En 2009, Burns se convirtió en CEO de Xerox, la primera afroamericana en dirigir una compañía de Fortune 500. Burns fungió como CEO de Xerox de 2009 a 2016 y presidenta de Xerox de 2010 a 2017. En 2014, Forbes la clasificó como la 22 ª más poderosa mujer en el mundo.

## Infancia
Burns fue criada por una madre soltera en Baruch Houses, en la ciudad de Nueva York. Sus padres eran inmigrantes panameños. Asistió al instituto Cathedral High School, una escuela católica para niñas, en la calle 56 de Nueva York. Obtuvo una licenciatura en Ingeniería Mecánica por el Instituto Politécnico de la Universidad de Nueva York en 1980 y un máster por la Universidad de Columbia, un año después.

## Xerox
En 1980, Burns trabajó para Xerox como pasante en verano. Fue contratada de forma permanente un año después, en 1981, después de terminar su máster. Trabajó en desarrollo de productos y planificación en la década de los 80.
En enero de 1990, su carrera dio un giro inesperado cuando Wayland Hicks, un alto ejecutivo, le ofreció ser su asistente ejecutiva. Ella aceptó y trabajó para él durante aproximadamente nueve meses. En junio de 1991, se convirtió en asistente ejecutiva del entonces presidente y director ejecutivo Paul Allaire. En 1999, fue nombrado vicepresidenta de manufactura global.
En 2000, Burns fue nombrada vicepresidenta senior y comenzó a trabajar en estrecha colaboración con la por entonces CEO de Xerox, Anne Mulcahy. Nueve años más tarde, en julio de 2009, fue nombrada directora general, sucediendo Mulcahy, quien quedó como presidenta hasta mayo de 2010. Poco después de ser nombrada CEO, Burns lideró la adquisición de Affiliated Computer Services. En 2016, lideró a Xerox en una división en dos compañías independientes: Xerox Corporation y Conduent Incorporated. Continuó siendo presidenta y directora general de Xerox durante todo el proceso, y luego fue nombrada presidenta de la compañía independiente de tecnología de documentos. Después de abandonar la posición en diciembre de 2016, Burns fue sucedida por Jeff Jacobson. Retuvo el título de presidenta de la recién creada compañía de tecnología de documentos hasta mayo de 2017, cuando dejó el consejo de Xerox y su papel como presidenta.

## Otras actividades
Burns ha sido miembro de numerosos consejos profesionales, como Exxon Mobil Corporation, American Express, Boston Scientific, FIRST o MIT Corporation. Además, es la Vicepresidenta del Comité Ejecutivo del Consejo Empresarial para los años 2013 y 2014.
Fue oradora invitada en 2011 en la inauguración del curso del MIT, así como en la Universidad de Rochester. También pronunció el discurso de graduación del curso 2012 de la Universidad Xavier, de Louisiana, donde también recibió un doctorado honoris causa.

## Vida personal
Burns se casó con Lloyd Bean, quien también trabajó en Xerox, y que reside en Manhattan, Nueva York. Tienen una hija, Melissa, (nacida en 1992) y Malcolm (nacido en 1989).